# الوضع الراهن للأماكن المقدسة

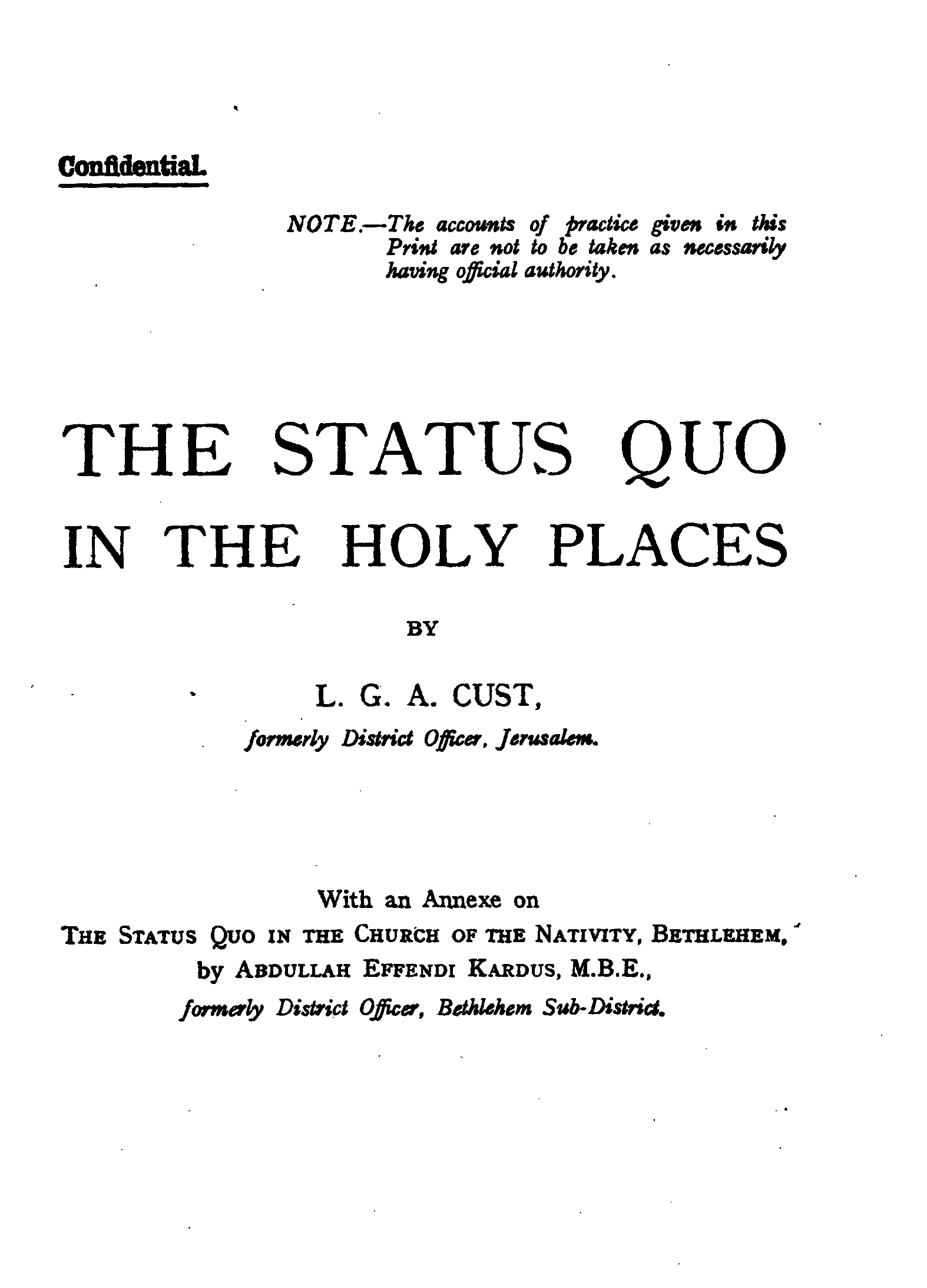
تقرير الوضع الراهن للأماكن المقدسة (1929).

الوضع الراهن للأماكن المقدسة هو تفاهم بين الطوائف المسيحيّة وبين الديانات الإبراهيميّة أيضًا فيما يتعلق بتسعة مواقع دينيّة مشتركة في مدينتيّ القدس وبيت لحم. يعود تاريخ هذا التفاهم إلى العهد العثماني في فلسطين، حيث التزمت الدولة العثمانيّة منذ القرن الثامن عشر ومن ثم جميع القوى المتعاقبة التي سيطرت على المنطقة بدعم مجموعة الأنظمة والتفاهمات هذه التي اكتسبت وضع الواجب القانوني الدولي، والذي يُلزم المحتلّين الحاليين والمستقبليين بذلك الجزء.
تم اشتقاق اسم هذا التفاهم من العبارة اللاتينية "الوضع الراهن"، والتي تعني الأمر الواقع. وينص التفاهم على تقسيم بعض المواقع في المدينتين إلى قطاعات ومن يسيطر على موقع ما بذلك الوقت، سيستمر بالسيطرة عليه إلى أجلٍ غير مسمى. وأي مطالب بتغيير أو تعديل أي جانب مادي في الأماكن يشترط لتحقيقها موافقة جميع الطوائف مهما كانت التغييرات طفيفة.
لا يُطبَّق هذا التفاهم على باقي المواقع الدينيّة في فلسطين التاريخيّة، كما أن السلطات الإسرائيليّة لم تعد تعترف بموقعين من قائمة مواقع الوضع الراهن بعد احتلالها للقدس الشرقية في حرب 1967.

## تاريخ

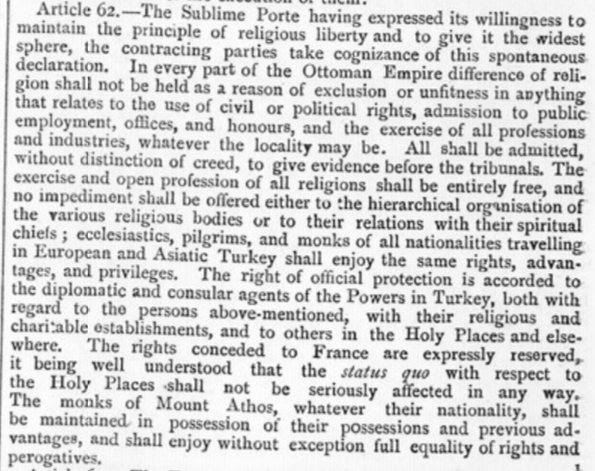
المادة 62 من معاهدة برلين عام 1878 تنص على الحفاظ على حقوق فرنسا، حيث أن الوضع الراهن فيما يتعلق بالأماكن المقدسة لن يتأثر أبدًا.

لقد نتجت تفاهمات الوضع الراهن عن فرمان للسلطان العثماني عثمان الثالث عام 1757، ينص على المحافظة على تقسيم الملكيّة والمسؤوليات لمواقع مختلفة ومهمّة للمسلمين والمسيحيين واليهود ولأصحابها أو مالكيها في ذلك الوقت. ولقد مثلّت هذه التفاهمات اتفاقيات بين الديانات الثلاث لا يمكن تغييرها للحفاظ على المواقع الدينيّة في القدس وبيت لحم ولزيارة الحجاج فيها. كما صدرت فرماناتٌ أخرى عام 1852 و 1853 أعادت تأكيد أحكام الفرمان القديم لعام 1757. ولقد أشارت المادة 62 من معاهدة برلين لعام 1878 والموقعة بين كل من المملكة المتحدة والإمبراطوريّة النمساويّة المجريّة وفرنسا وألمانيا وإيطاليا وروسيا والدولة العثمانيّة، إلى أن «الحقوق المحققة لفرنسا محفوظة صراحةً، ومن المفهوم جيدًا أن الوضع الراهن فيما يتعلق بالأماكن المقدسة لن يتأثر بأي شكل من الأشكال».
لم يتم وضع الأحكام الفعليّة لتفاهمات الوضع الراهن بشكل رسمي في وثيقة واحدة إلاّ عام 1929، حيث أعدّ موظف الخدمة المدنيّة في حكومة فلسطين التابعة للانتداب البريطاني ليونيل جورج آرتشر كاست ملخصًا عامًا للوضع الراهن في الأماكن المقدسة، والذي أصبح النص المعياري حول هذا الموضوع.
لقد تم اعتماد الوضع الراهن في تقرير لجنة الأمم المتحدة للتوفيق بشأن فلسطين حول الأماكن المُقدّسة في القدس وبيت لحم عام 1948، والتي تم تشكيلها من ثلاث دول هي فرنسا وتركيا والولايات المتحدة الأمريكيّة.

### الوضع الراهن اليوم
لا تزال تفاهمات الوضع الراهن إلى اليوم من الأمور التي يتم البناء عليها في العمليّة السياسيّة في المنطقة، حيث يطلب الأردن من إسرائيل دومًا الحفاظ على الوضع الراهن في القدس والذي يُكرَّس بصورة قانونيّة ورسميّة أيضًا في معاهدة السلام الأردنيّة الإسرائيليّة التي وُقِّعت عام 1994، حيث نصّت المادة التاسعة منها على أن: «إسرائيل تحترم الدور الخاص الحالي للمملكة الأردنيّة الهاشميّة في الأماكن المقدّسة الإسلاميّة في القدس. وعندما تجري مفاوضات حول الوضع الدائم، ستعطى إسرائيل أولويّة عالية للدور التاريخي الأردني في هذه الأماكن». كما أن للأردن دورٌ تاريخيٌ في إعمار المقدّسات الإسلاميّة في القدس منذ عشرينيّات القرن العشرين.
أما بالنسبة لموقف الفلسطينيين من الوضع الراهن، فقد أقرّوا بالوصاية الهاشميّة على المقدّسات الإسلاميّة من خلال الاتفاقية التي وُقِّعت في عمّان عام 2013 بين الملك الأردني عبد الله الثاني والرئيس الفلسطيني محمود عباس، والتي تم بموجبها التأكيد على حق الأردن في الإشراف على المقدّسات لغاية قيام دولة فلسطينيّة، كما تضمّن أيضًا قرار فك الارتباط بين الأردن والضفة الغربيّة عام 1988 استثناء الأماكن المقدّسة في القدس من هذا القرار.

## المواقع

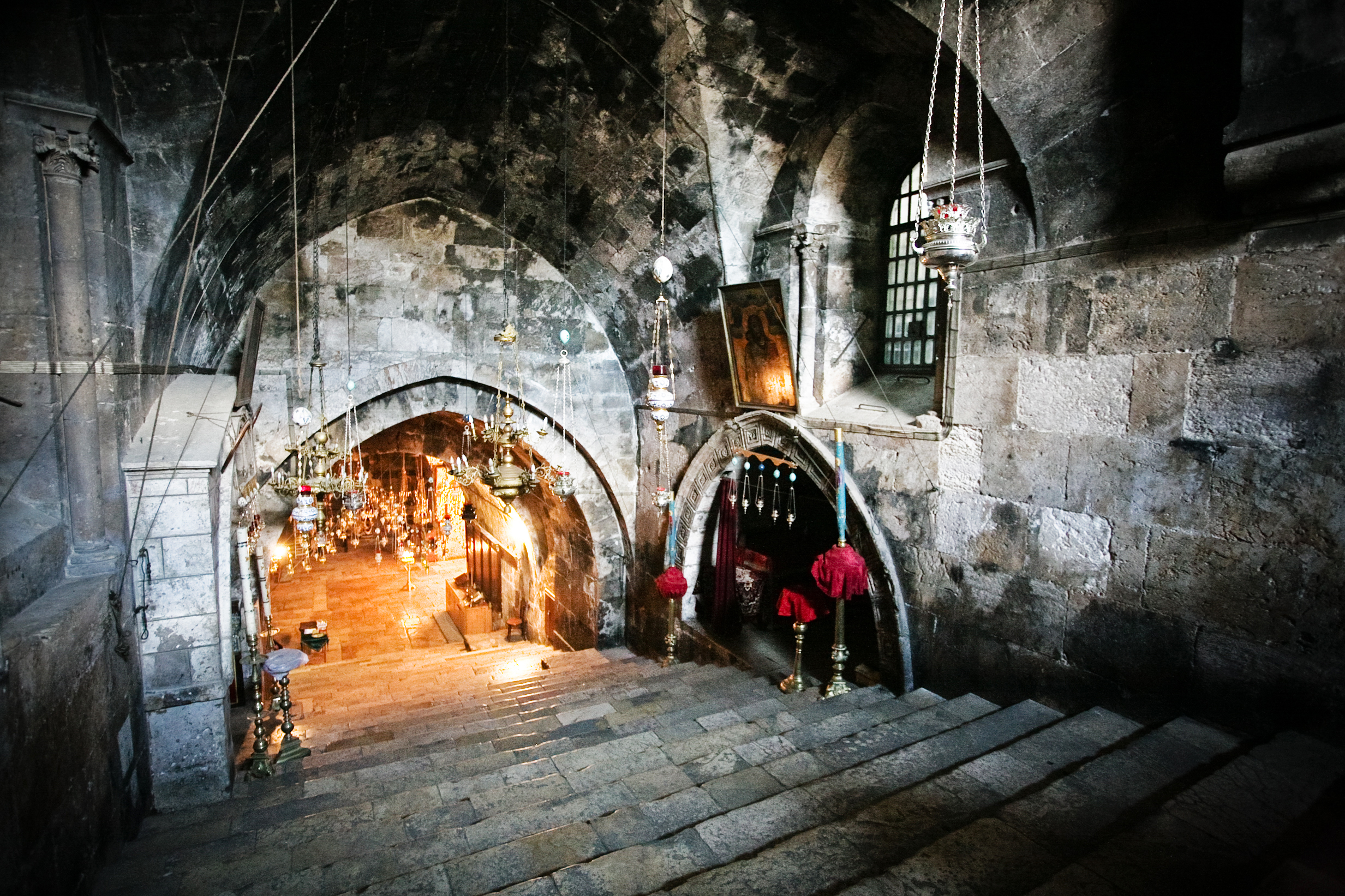
كنيسة قبر مريم العذراء بالقدس.

الوضع الراهن المُطبَّق على مواقع دينيّة في القدس وبيت لحم:

### مواقع متنازع عليها بين الطوائف المسيحية
1. كنيسة القيامة واعتمادياتها، القدس
  1. دير السلطان، على سطح كنيسة القيامة، القدس
2. كنيسة مريم العذراء، القدس
3. كنيسة المهد، بيت لحم
4. كنيسة مغارة الحليب، بيت لحم (لا توجد سجلات)[10]
5. كنيسة حقل الرعاة، بيت لحم (لا توجد سجلات)[10]

### مواقع متنازع عليها بين الديانتين الإسلامية والمسيحية
1. كنيسة الصعود، القدس

### مواقع متنازع عليها بين الديانتين الإسلامية واليهودية
1. حائط البراق (الحائط الغربي)، القدس (1)
2. مسجد بلال (قبة راحيل)، بيت لحم (1)

## معرض صور

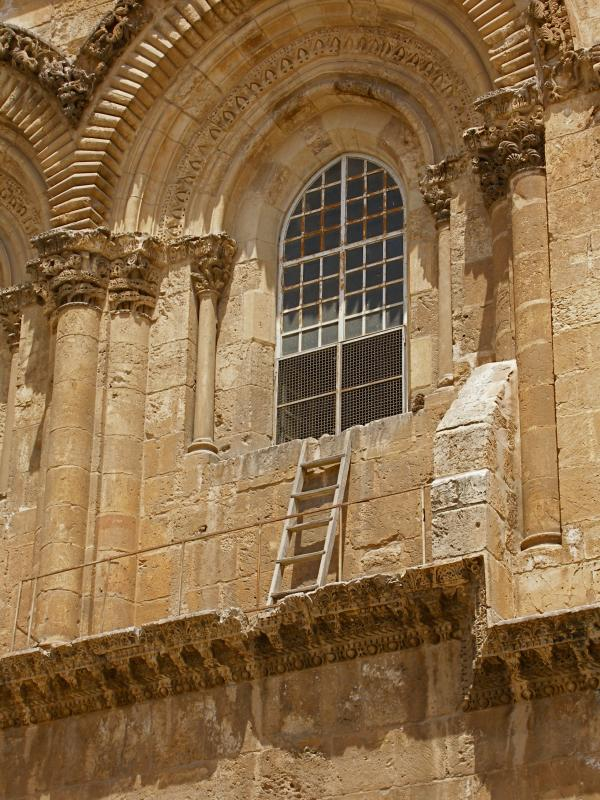
السلم الثابت على واجهة كنيسة القيامة
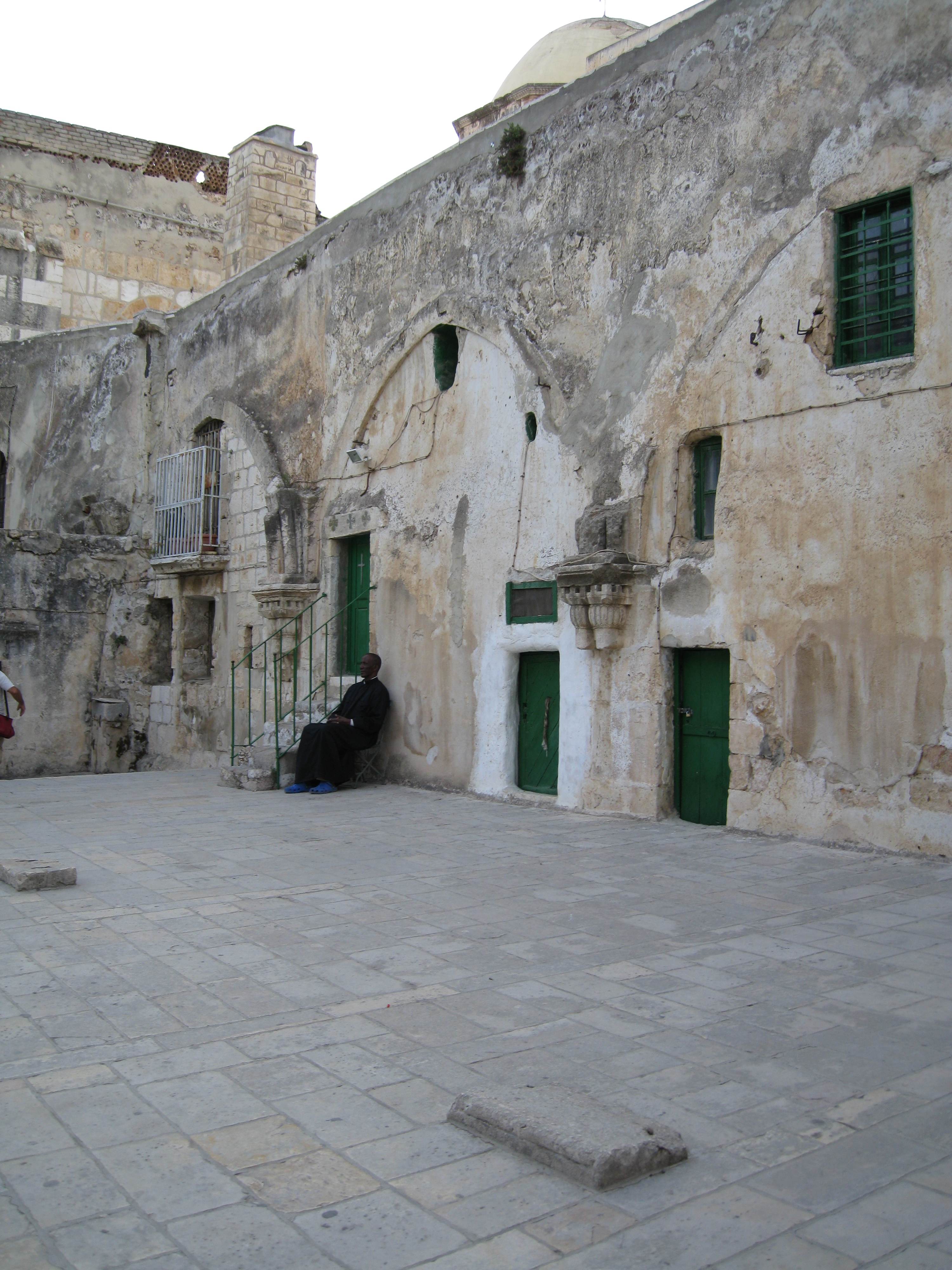
دير السلطان على سطح كنيسة القيامة
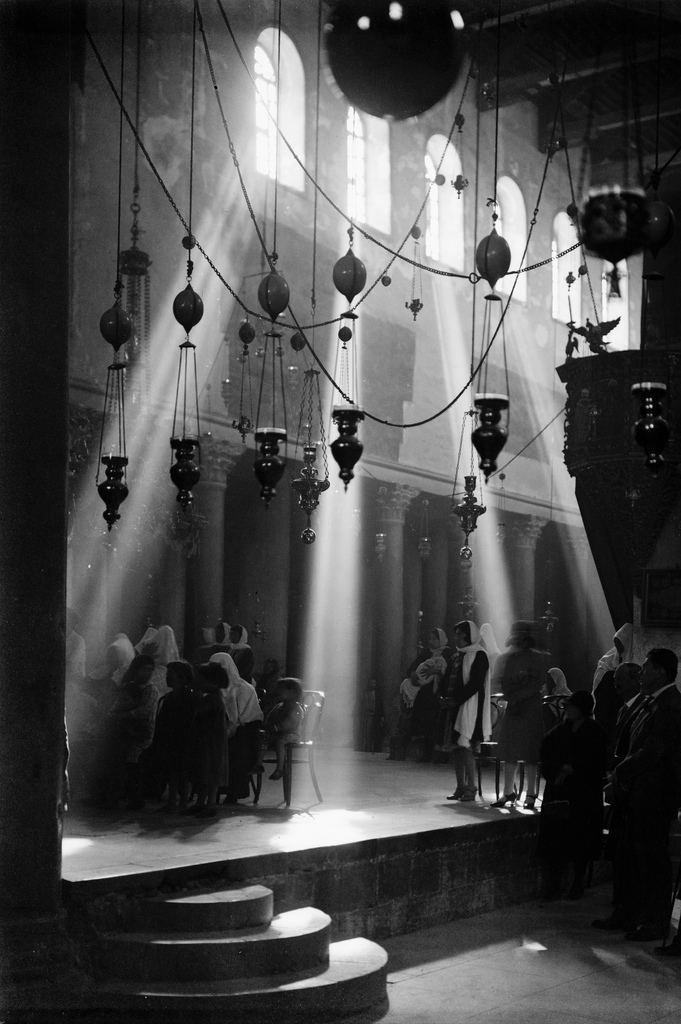
كنيسة المهد ببيت لحم
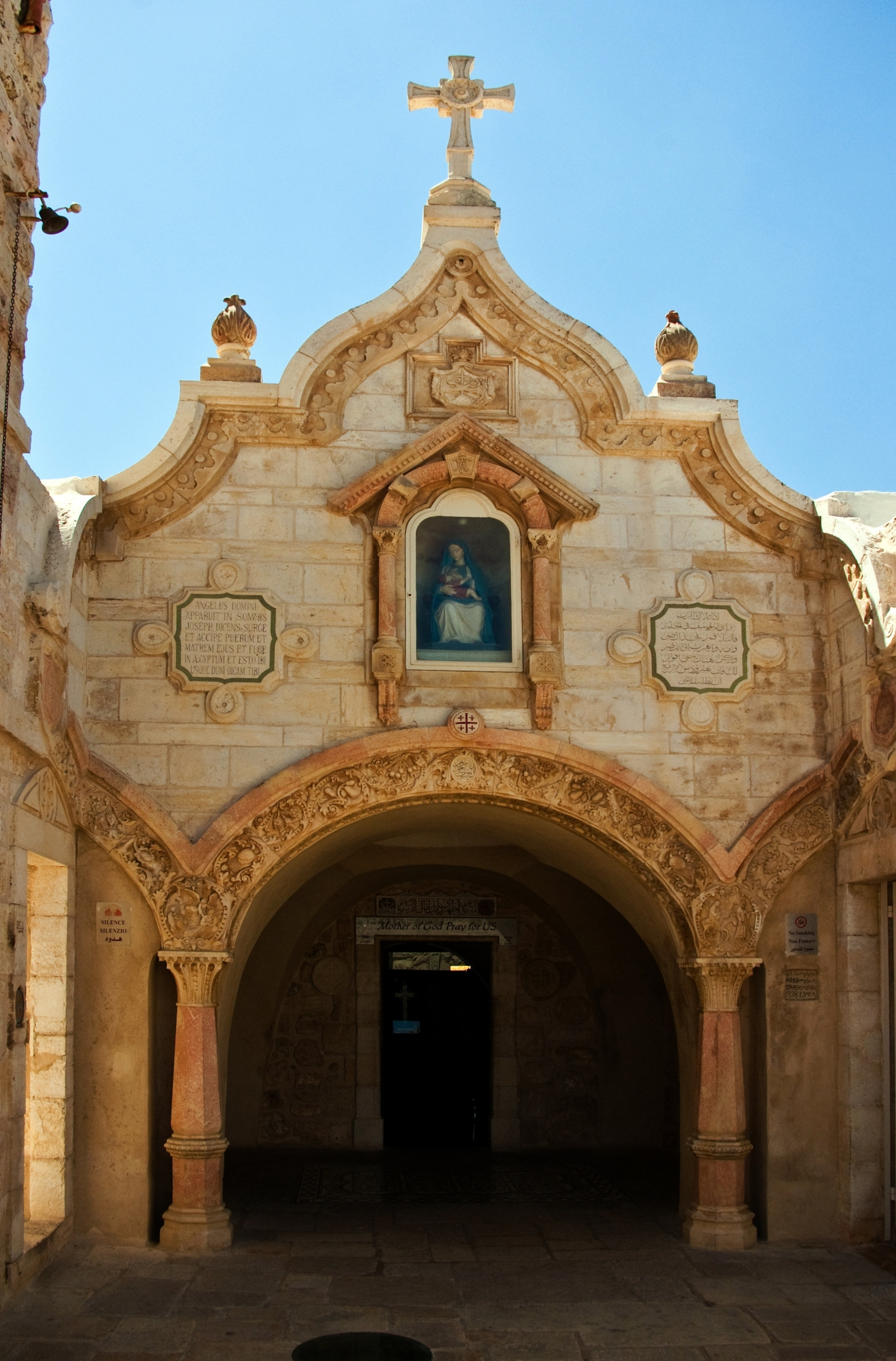
مغارة الحليب بيت لحم
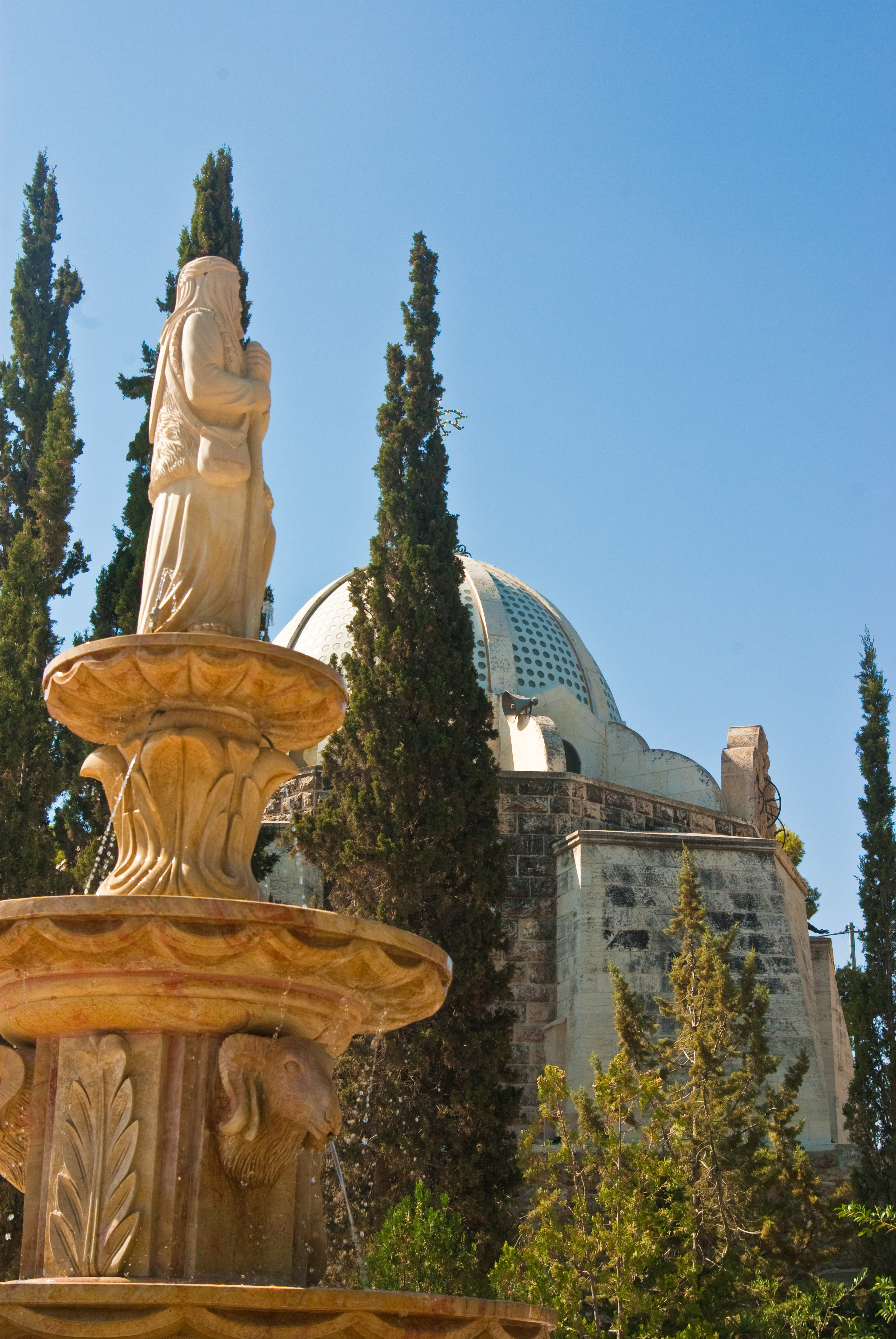
كنيسة حقل الرعاة ببيت لحم
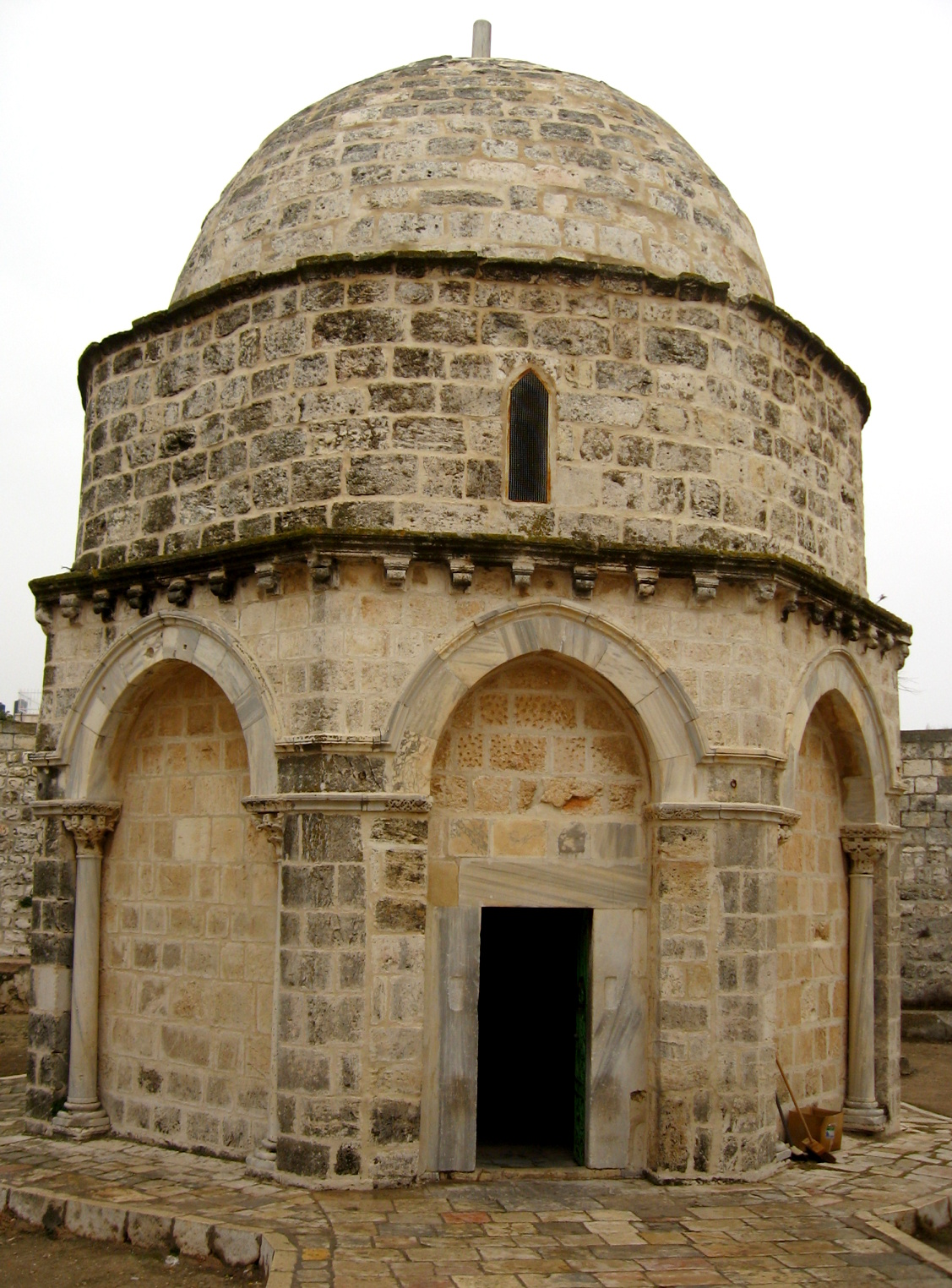
كنيسة الصعود في القدس
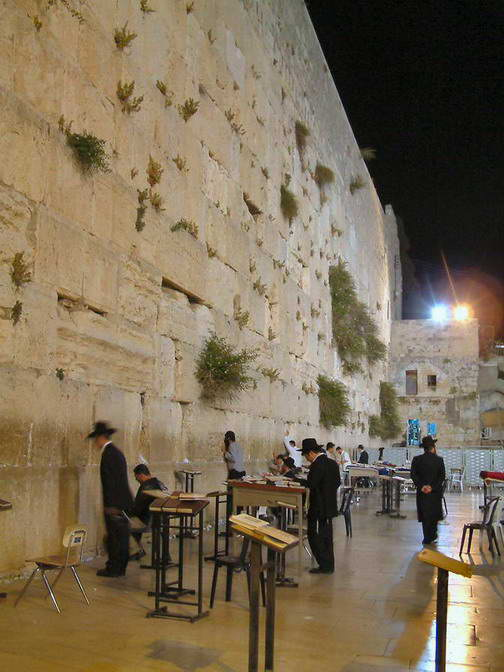
حائط البراق بالقدس
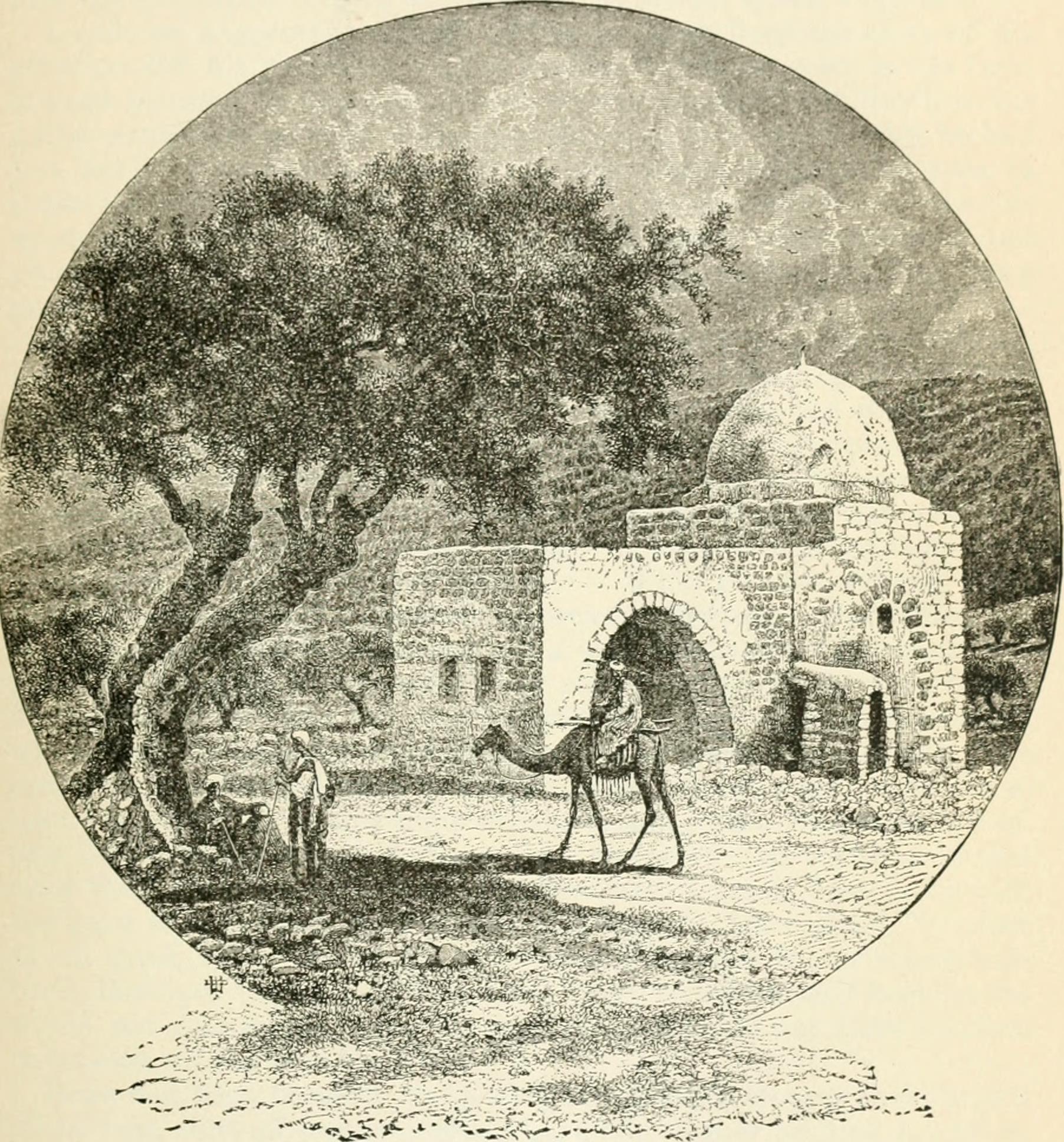
مسجد بلال/ قبة راحيل

## حواش
- 1 لم تعد إسرائيل تعترف بكل من حائط البراق في القدس ومسجد بلال (قبة راحيل) في بيت لحم كمواقع تابعة لتفاهمات الوضع الراهن منذ احتلالها للضفة الغربيّة عام 1967.

## وصلات خارجية
- حراسة الأراضي المقدسة، الوضع الراهن - نظرة عامة (بالإنجليزية)
- كنيسة القيامة – ست طوائف دينية متنازعة تحت قبة واحدة، إذاعة صوت ألمانيا